# Nuôi lợn

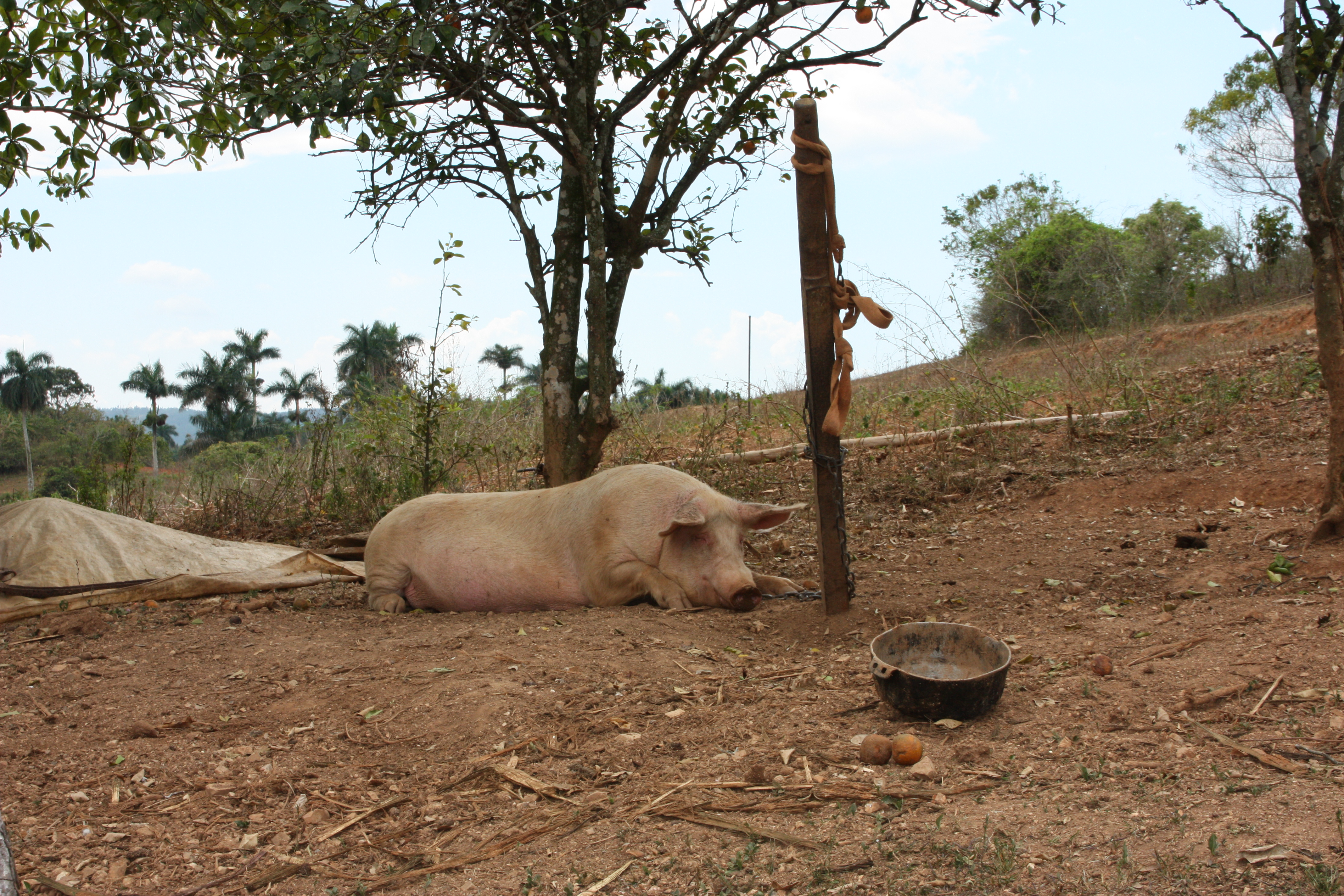
Nuôi lợn ở Cuba

Nuôi lợn hay nuôi heo là việc thực hành chăn nuôi các giống lợn nhà để lấy thịt lợn và các sản phẩm từ lợn. Chăn nuôi lợn là một ngành hết sức quan trọng, nó cung cấp một số lượng rất lớn thịt cho bữa ăn của hàng tỷ người trên Trái Đất và là một loại thực phẩm thiết yếu. Lợn nuôi chủ yếu dùng để lấy thịt. Các sản phẩm khác từ thịt lợn như xúc xích, lạp xưởng, jambon. Đầu lợn có thể được dùng làm dưa da đầu lợn. Gan, huyết và các nội tạng khác cũng được dùng làm thực phẩm (lòng lợn). Một số tôn giáo như Do Thái giáo và Hồi giáo, thịt lợn là thực phẩm cấm kỵ. 

## Tổng quan
Ở một số nước phát triển và đang phát triển, lợn thuần hóa là loài bản địa thường được nuôi thả ngoài trời hoặc trong chuồng. Ở một số vùng lợn được thả tìm thức ăn trong rừng có thể có người trông coi. Ở các quốc gia công nghiệp nuôi lợn thuần hóa được chuyển từ việc nuôi chuồng trại truyền thống sang hình thức chăn nuôi công nghiệp. Nhờ đó mà có chi phí sản xuất thấp nhưng sản lượng lại cao. Những trang trại nuôi lợn lớn hơn nhiều so với trong quá khứ, với hầu hết các trang trại quy mô lớn chứa 5.000 con hoặc nhiều hơn trong các tòa nhà khí hậu kiểm soát. 100 triệu con lợn bị giết mổ mỗi năm.
Lợn được nuôi ở nhiều nước, mặc dù các nước tiêu thụ chính là ở châu Á. Mặc dù có đàn lớn nhất thế giới nhưng Trung Quốc là nước nhập siêu lợn và đã tăng nhập khẩu trong thời gian phát triển kinh tế của mình do dân số quá đông và nhu cầu tiêu thụ lớn. Các nhà xuất khẩu lợn lớn nhất là Hoa Kỳ, Liên minh châu Âu và Canada. Canada đã xuất khẩu 22,8 triệu con lợn trong năm 2008 đi 143 quốc gia.

## Chăn nuôi
Trên thế giới, việc nâng cao năng suất - chất lượng con giống trong quá trình sản xuất lợn thịt luôn là yếu tố hàng đầu, then chốt được các nhà nghiên cứu, các tập đoàn chăn nuôi của mọi quốc gia trên thế giới quan tâm. Việc nghiên cứu chọn lọc dòng cao su sản huyết thống và lai tạo tìm ra các tổ hợp lai đạt số con sơ sinh sống/ổ cao, tỷ lệ nạc cao, tiêu tốn thức ăn thấp và độ dày mỡ lưng mỏng đã thành công ở hầu hết các nước có nền chăn nuôi tiên tiến như: Mỹ, Đức, Canada, Anh, Hà Lan, Đan Mạch và Úc.
Người ta đã cho rằng tuổi thành thục của lợn giống bắt đầu vào khoảng 5-8 tháng tuổi và lượng tinh dịch sản xuất ra tăng dần đến ổn định khi lợn đạt 18 tháng tuổi. Tại thời điểm này, mỗi lần xuất tinh thể tích tinh dịch đạt 200 - 400 ml/lần, tổng số tinh trùng tiến thẳng từ 20 - 80 tỷ/lần. Mức này duy trì đến 60 tháng tuổi sau đó giảm dần. Khả năng sinh sản của lợn lai (Danube White x Landrace) phối với đực giống thuần và đực giống lai đã kết luận tỉ lệ thụ thai ở nhóm lợn nái lai được phối giống với đực lai (Hampshire x Pietrain) cao hơn so với nhóm đực thuần Hampshire và Pietrain.

## Chọn giống
Để có được lợn con tốt nuôi thịt cần lưu ý đến nguồn gốc sản xuất ra heo con (có phẩm chất giống tốt, được xuất xứ từ những trang trại có đảm bảo quy trình tiêm chủng). Người mua heo con nuôi thịt cần chú ý những điểm sau như thường có thân dài, bụng thon, mông nở, vai nở, lanh lợi, đuôi luôn ve vẩy, mắt sáng không đổ ghén hay chảy nước mắt, da lông bóng mượt. Tránh chọn những con có khuyết tật như tai vẹo, đuôi vẹo, hernia rốn hay hernia dịch hoàn. Nên quan sát nhịp thở, thở phải đều đặn, không thở dốc (có thể bị viêm phổi), lông mịn không thô dày, da mỏng không nhăn nheo không có mẫn đỏ, bầm tím hay đóng vẩy. Chúng cần tiêm chủng các bệnh thông thường, khi vẫn chuyển về cần tái chủng lại, sau khi kiểm tra heo phát triển tốt không có dấu hiệu bệnh (nên tái chủng bệnh dịch tả, Tụ huyết trùng, Thương hàn).
Nhằm đáp ứng yêu cầu về chất lượng thịt xẻ cho chế biến và tiêu dùng, đực lai cuối cùng đã được sử dụng rất phổ biến trong hệ thống lai thương phẩm. Nhờ các dòng đực lai tổng hợp có ưu thế lai cao, giá thành sản xuất con giống hạ và sử dụng kỹ thuật thụ tinh nhân tạo, số lượng lợn đực giống cần nuôi giữ và sử dụng ngày càng giảm. Đồng nghĩa với việc giảm chi phí và tăng hiệu quả kinh tế trong chăn nuôi. Trên thế giới, việc sử dụng đực lai cuối cùng là rất phổ biến, các tổ hợp đực lai tổng hợp cuối cùng có ưu thế lai cao và hạ giá thành sản xuất con giống.
Trên thế giới, người ta không chỉ quan tâm đến các chỉ tiêu về số lượng như: khả năng tăng trọng, mức độ tiêu tốn thức ăn, tỷ lệ thịt nạc...mà còn đặc biệt quan tâm đến các chỉ tiêu về chất lượng thịt như: Màu sắc thịt, tỷ lệ mỡ giắt, độ giữa nước của thịt, cấu trúc thịt cũng như hương vị thịt...Để giải quyết vấn đề này, lai tạo các dòng đực lai để có thể kết hợp được nhiều ưu điểm về chất lượng thịt của các giống là hướng chủ đạo, đặc biệt là trong những công thức lai cuối để tạo ra lợn thương phẩm.
Hầu hết những công ty lớn trên thế giới như PIC (Pig Improvement Company) của Anh, Danbred của Đan Mạch, Flanders Pigbreeders Association của Bỉ đều nghiên cứu và đưa ra thị trường nhiều loại đực lai riêng biệt cho các công thức lai giống khác nhau. Các nước chăn nuôi tiên tiến đã xác định rõ dòng đực cuối cùng trong các chương trình lai và họ đã thu được kết quả cao trong chăn nuôi lợn. Tùy theo nhu cầu, thị hiếu của người tiêu dùng ở các quốc gia khác nhau, việc sử dụng hệ thống lai thương phẩm cũng có sự khác biệt đáng kể giữa các khu vực hay giữa các quốc gia, các dòng đực lai cuối cùng được nghiên cứu lai tạo và sử dụng chủ yếu từ hai dòng thuần.

## Ở Việt Nam
Tổng đàn lợn của Việt Nam hiện nay là 28 triệu con. Trước đây, nông dân Việt Nam ở các vùng đồng bằng chủ yếu nuôi lợn để tận dụng các phế phụ phẩm nông nghiệp (cám gạo, cám ngô, khoai, sắn, rau, bèo...). Ngoài mục đích tăng thu nhập (từ bán lợn thịt, lợn giống), các chất thải từ chăn nuôi lợn (phân, chất độn chuồng) còn là nguồn phân hữu cơ chính cho nhiều loại cây trồng...Lợi nhuận từ chăn nuôi lợn không đáng là bao chủ yếu là lấy công làm lãi, tránh bỏ phí phụ phẩm nông nghiệp và nhiều người coi nuôi lợn như cách bỏ tiền tiết kiệm. Ở trung du và miền núi còn có hình thức nuôi lợn thả rông.
Việt Nam cũng đã phát triển mô hình trại chăn nuôi hợp tác xã, thành lập các nông trường trong đó có các trại chăn nuôi cùng với một số trung tâm giống ở các địa phương cung cấp giống cho nông dân. Một số trung tâm mổ và chế biến thịt lợn đã hoạt động và đã xuất khẩu thịt lợn sang các nước thuộc Liên Xô cũ và một số nước Đông Âu. Sau đó những chính sách kinh tế mới nói chung và những chính sách trong nông nghiệp nói riêng của thời kỳ đổi mới trong đó có ngành chăn nuôi đã có những thay đổi rất lớn trong tất cả các khâu từ nghiên cứu lai tạo giống, quy trình chăn nuôi đến chế biến và tiêu thụ sản phẩm.
Hình thức chăn nuôi truyền thống vẫn còn nhưng cũng xuất hiện không ít các mô hình chăn nuôi hiện đại từ quy mô hộ gia đình đến các trung tâm, công ty v.v. Trước sự cạnh tranh về chất lượng và giá sản phẩm ở cả thị trường trong và ngoài nước, chăn nuôi lợn đứng trước các vấn đề cần giải quyết như nâng cao chất lượng giống, nhập và lai tạo giống bên cạnh bảo tồn và phát huy ưu điểm của các giống bản địa, hiện đại hóa quy trình chăn nuôi, quy trình chế biến, đảm bảo tiêu chuẩn trong nước và quốc tế về vệ sinh thực phẩm...
Hiện nay, các giống heo nội đang dần được thay thế bởi các giống heo ngoại cao sản, đặc biệt ở nhiều trại quy mô lớn có trình độ chăn nuôi thâm canh và đầu tư cao. Tuy nhiên, trong điều kiện sản xuất nông hộ ở nhiều vùng nông thôn Việt Nam, đại đa số nông dân nuôi con lai giữa nái địa phương và đực ngoại. Các giống heo nái nội có tầm vóc nhỏ bé, nhiều mỡ, ít nạc, nhưng có nhiều đặc tính ưu việt: Chịu kham khổ, dễ nuôi dưỡng, tận dụng tốt nguồn thức ăn địa phương, mắn đẻ, nuôi con khéo, đề kháng cao với bệnh tật và đặc biệt thích nghi với môi trường khí hậu. Trong khi đó các giống ngoại lớn nhanh cho nhiều nạc.
Việc lai tạo giữa các giống heo nội với các giống heo ngoại sẽ kết hợp bổ sung những đặc tính tốt của cả hai giống. Con lai có tầm vóc cải thiện, tăng trọng cao và giữ được năng suất sinh sản tốt. Cần phải bảo tồn nguồn gen heo nội để nhân thuần cung cấp nái nền lai tạo với các giống ngoại nhập trong các hệ thống sản xuất nhỏ, đặc biệt chăn nuôi nông hộ thường thiếu vốn đầu tư và kỹ thuật, với phương thức chăn nuôi tận dụng phế phụ phẩm nông nghiệp vẫn còn phổ biến.